# Квочко, Илья Александрович
Илья Александрович Квочко (род. 22 февраля 2004, Магнитогорск, Челябинская область) — российский хоккеист, нападающий.

## Биография
Воспитанник магнитогорского «Металлурга». С сезоне 2020/21 начал играть в команде МХЛ «Стальные лисы». 11 октября 2021 года сыграл единственный матч за «Металлург» в КХЛ — дома против «Сочи» (3:1). 7 декабря 2023 года был обменян в череповецкую «Северсталь», 19 декабря дебютировал за клуб.
Серебряный призёр юниорского чемпионата мира 2021 года. Победитель хоккейного турнира зимних юношеских Олимпийских игр 2020 года.